# За тех, кого мы любим
«За тех, кого мы любим» (яп. 俺は、君のためにこそ死ににいく Орэ ва, кими но тамэ ни косо сини ни ику, «Я иду умирать за тебя») — военная драма режиссёра Таку Синдзё, вышедшая в 2007 году.
Также используется название «Камикадзе» (в англоязычном прокате).

## Сюжет
Тиран — основная база Японской армии для выполнения атак ударных отрядов по кораблям союзников в период сражения за остров Окинава. Томэ Торихама — владелица кафе на окраине Тирана. Пережив войну, она рассказывает о молодых людях, которые прибывали на базу. Они задерживались тут ненадолго, а вскоре прибывали следующие…
Эти молодые люди 17—24 лет, готовые отдать единственное, что у них есть, — жизнь за свою Родину, за Императора. Кто они были? Среди камикадзе были люди всех социальных слоёв, различных взглядов и темперамента.
В фильме поднимается вопрос о целесообразности отправления на верную гибель большого количества людей. Ведь большинство пилотов-смертников не были профессиональными военными. Это добровольцы, подготовленные в течение недели-двух. Они совершали несколько полётов по отработке техники пикирования. Остальное время тренировались на простейших, примитивных тренажёрах, занимались физической подготовкой.
Томэ Торихама как могла поддерживала лётчиков. Томэ стала для них приёмной матерью. После войны она приложила большие усилия для создания музея лётчиков-смертников, за что получила в Японии прозвище «Матушка-Камикадзе». «Чем больше я вглядываюсь в прошлое, тем больше я понимаю, какими замечательными и красивыми были эти молодые люди», — говорит она в финальной сцене.

## Музыка
В фильме звучит патриотическая песня «Если в море мы уйдем…», которая в течение войны сопровождала траурные события с фронта, а под конец войны ассоциировалась с миссиями камикадзе.

## Известные персонажи
- Вице-адмирал Ониси — идейный вдохновитель и организатор авиационных подразделений камикадзе, «Отец Камикадзе».
- капитан Юкио Сэки — первый официальный командир подразделения летчиков-камикадзе. В фильме он капитан, в жизни — лейтенант.
- Томэ Торихама — внесла огромный вклад в создание музея камикадзе. На протяжении войны поддерживала молодых пилотов. Получила в Японии прозвище «Матушка-Камикадзе».

## Производство
Автором сценария фильма выступил губернатор Токио Синтаро Исихара, близко знакомый с Томэ Торихама. Производство фильма было завершено в апреле 2007 года.